# بزه فکری
ترکیب بزه فکری یا جرم اندیشه نخستین بار در کتاب ۱۹۸۴ نوشته جورج اورول به‌کار گرفته شده و به باورها یا تردیدهایی ذهنی اما بازگو نشده مربوط می‌شود که در تقابل با جهان‌بینی و روش حزب حاکم یا حکومت قرارگرفته یا آن‌ها را به چالش می‌گیرد.
در این کتاب، حکومت نه تنها سعی بر کنترل گفتار و رفتار مردم دارد، بلکه در تلاش است تا اندیشه‌ها را نیز تحت نظارت قرار دهد و آن‌ها را به نحو دلخواه خویش جهت و شکل دهد. چنین اندیشه‌های غیرقابل قبول حکومت در بیان موسوم به گفتارنو، بزه فکری خوانده می‌شوند.

## بزه فکری در کتاب ۱۹۸۴

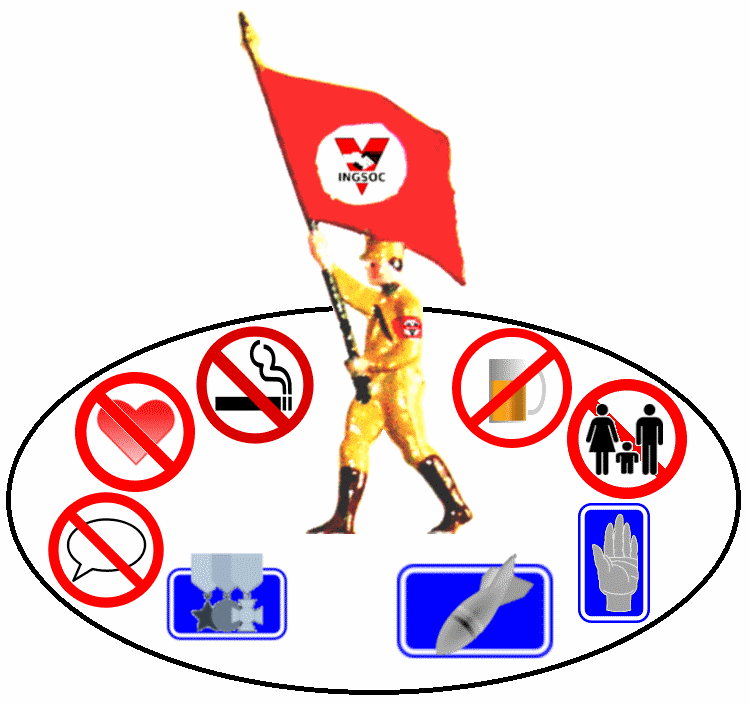
شهروند نمونه در اوشنیا

در کتاب ۱۹۸۴ بزه فکری هر اندیشه‌ای است متفاوت با ایدئولوژی حزب حاکم و وزارت عشق و دوستی، سازمانی است برای مجازات و شکنجه افرادی که مرتکب بزه فکری شده باشند. پلیس اندیشه که در گفتارنو thinkpol خوانده می‌شود، ارگانی است مخفی که وظیفه شناسایی و مجازات بزهکاران فکری با استفاده از روش‌های روان‌شناسانه و کمک‌گرفتن از ابزارهایی پیشرفته نظیر اکران دوربرد را به عهده دارد. اکران دوربرد دست‌اندرکاران حکومت را از رفتار و گفتار مردم آگاه می‌کند و همزمان به نشر اخباری غیرواقعی می‌پردازد. در این کتاب شهروندان کشور تخیلی اوشنیا تحت مراقبت دائمی پلیس اندیشه‌اند و هر حرکت و واکنش آن‌ها یا حتی علائمی که با چشم یا سر به یکدیگر می‌دهند با استفاده از این ابزار پیشرفته اندازه‌گیری و تحلیل شده و به وزارت عشق و دوستی فرستاده می‌شود. شهروندان گرچه از تحت نظارت کامل بودن آگاهند، اما از اینکه چگونه، در چه زمانی و به چه میزان این نظارت اعمال می‌شود اطلاعی ندارند. بخشی از کتاب، تفسیری را که حکومت از مبارزه با بزه فکری دارد چنین روایت می‌کند:
«اُبراین گفت: منظور ما فقط این نیست که از شما اعتراف بگیریم یا شما را مجازات کنیم. می‌خواهی دلیل واقعی آوردنت را به این‌جا برایت بگویم؟ دلیلش معالجه توست! برای این که تو را سر عقل بیاوریم! هرکسی را که ما می‌آوریم این‌جا تا وقتی معالجه نشده باشد، رها نمی‌کنیم. می‌فهمی، وینستون؟ ما به جرایم احمقانه‌ای که تو مرتکب شده‌ای، علاقه‌ای نداریم. حزب به کارهایی که علنأ انجام می‌شود علاقه ندارد. فقط افکار برای ما مهم هستند. ما به نابودی دشمنان خودمان اکتفا نمی‌کنیم، ما آن‌ها را عوض می‌کنیم.»— ۱۹۸۴، ویکی گفتاورد، ۱۹۸۴
همچنین، قهرمان اصلی کتاب ۱۹۸۴ (وینستون اسمیت) بزه فکری را در دفترچه خاطرات خود چنین توصیف می‌کند:
«بزه فکری، جرمی نیست که مجازات آن مرگ باشد، بزه فکری خود مرگ است.»— کتاب ۱۹۸۴